# Rima (esogeologia)

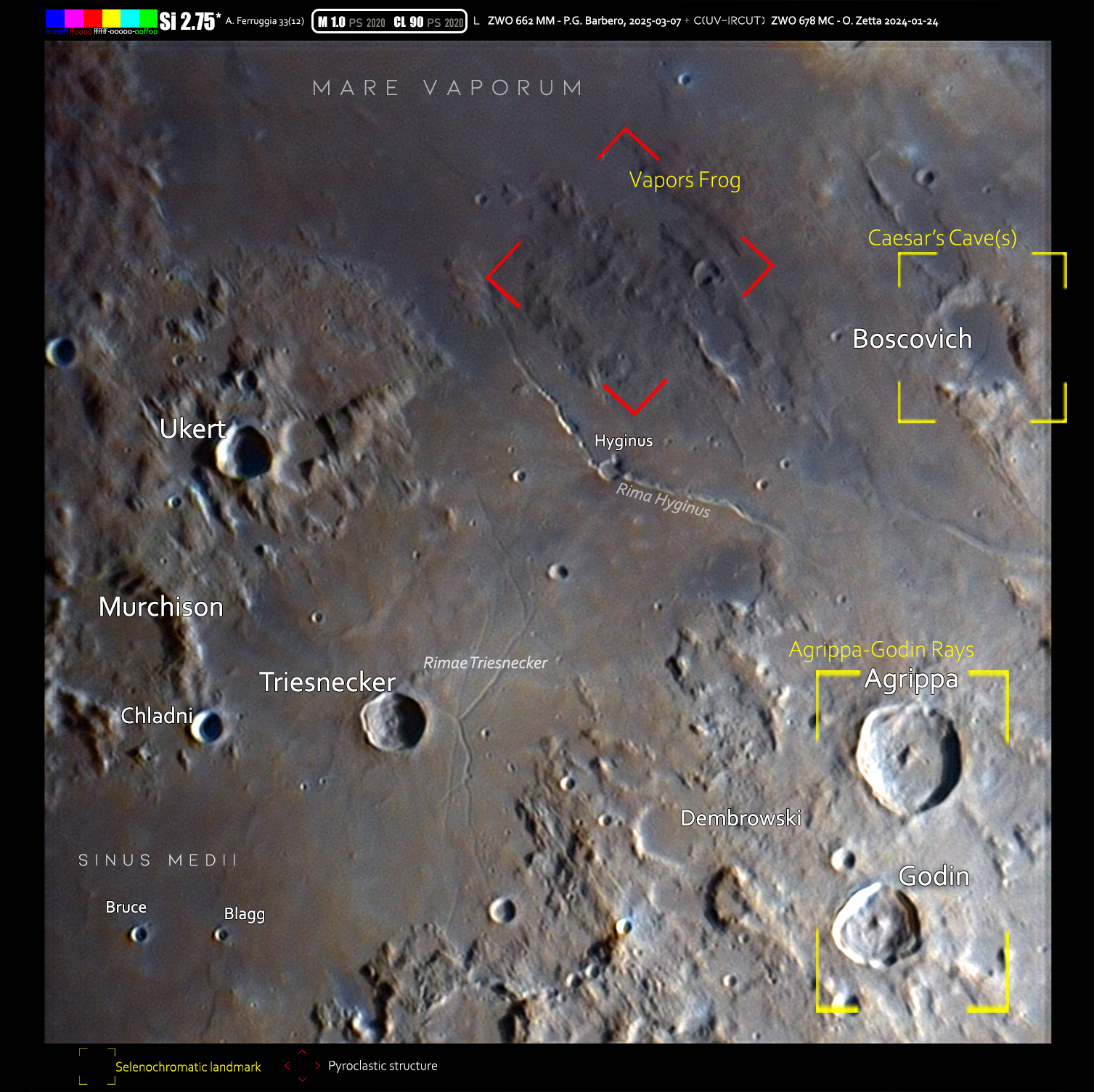
Immagine selenocromatica di Rima Hyginus, nota frattura del suolo lunare

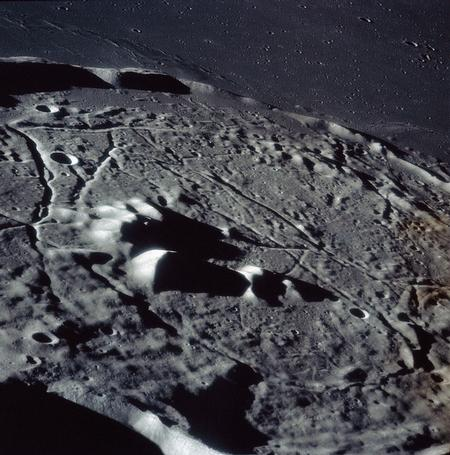
Rima sul fondale del cratere Gassendi sulla Luna, da Apollo 16. Foto NASA.

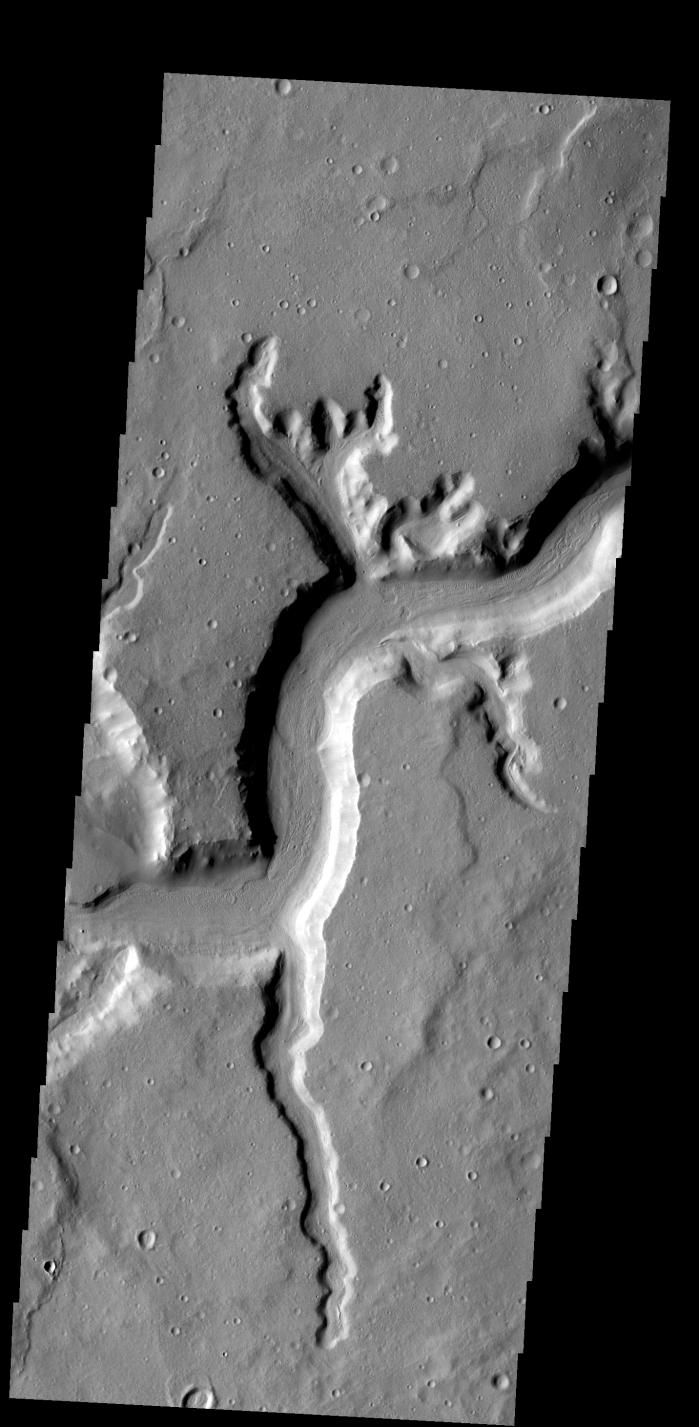
La rima Mamers Valles su Marte. Foto NASA.

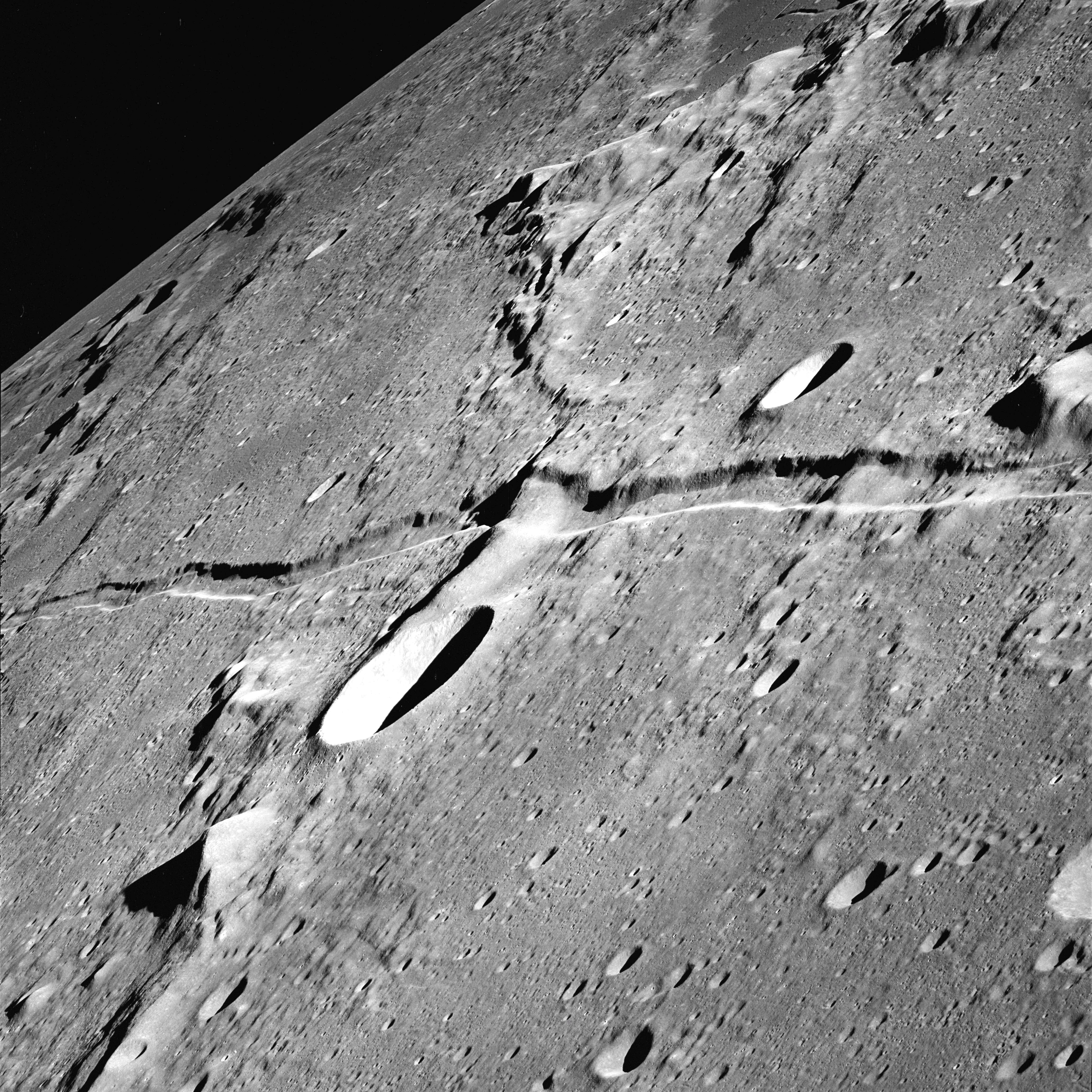
La Rima Ariadaeus una rima rettilinea lunga oltre 300 km.

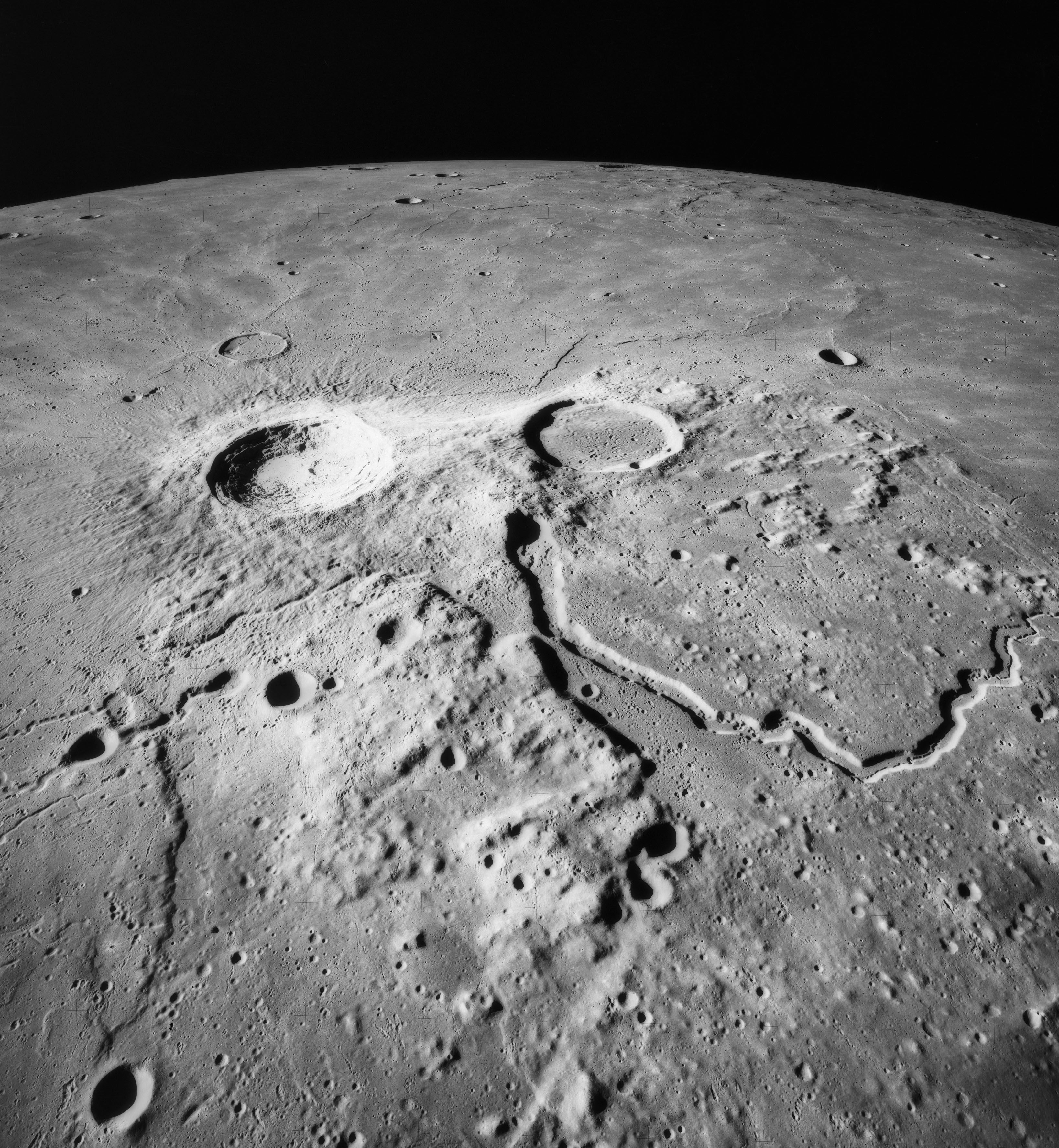
Serie di rimae in prossimità del cratere Aristarchus.

Rima (plurale: rimae) è un termine latino che significa "frattura"; è utilizzato comunemente nel campo dell'esogeologia per designare formazioni geologiche presenti sulla superficie della Luna simili a fenditure nel terreno. Generalmente le dimensioni di una rima vanno da parecchi chilometri in larghezza a centinaia di chilometri in lunghezza. Le strutture maggiori di questo tipo sono le Rimae Pettit e le Rimae Riccioli, che si estendono entrambe per oltre 400 km sul suolo della Luna, tuttavia questo termine viene utilizzato per descrivere formazioni simili sui suoli di Marte, Venere e di parecchi satelliti naturali, vista la grande somiglianza.

## Strutture
Esistono tre tipi di rimae sulla superficie lunare:
- Le rimae sinuose mostrano dei meandri curvi come un fiume, e si pensa siano ciò che rimane di antichi fiumi di lava o di tunnel di lava collassati. Hanno origine da un vulcano estinto, quindi assumono la forma di un meandro e talvolta si scindono in diverse parti.
- Le rimae arcuate hanno curve più lisce e si trovano sui bordi dei mari lunari. Si crede che abbiano origine quando la lava fluita a formare un mare si raffredda, si contrae e si abbassa.
- Le rimae rettilinee seguono percorsi lunghi e lineari, e si crede siano dei graben, ovvero delle fosse tettoniche. Si formano quando una placca tettonica affonda sotto un'altra. Sono ben visibili quando attraversano i crateri da impatto o le catene montuose.

## Formazione
Le cause precise per cui si formano le rimae non sono ancora state determinate. Le teorie più in voga includono in un qualche punto dell'evoluzione erosione, collasso di tunnel di lava e attività tettonica. Le somiglianze fra le rimae sulla Luna e sui pianeti del Sistema Solare suggeriscono l'esistenza di un meccanismo comune, non ancora scoperto.

## Lista delle rimae lunari
Rimae sulla Luna:
- Rima Agatharchides
- Rima Agricola
- Rima Archytas
- Rima Ariadaeus
- Rima Artsimovich
- Rima Billy
- Rima Birt
- Rima Bradley
- Rima Brayley
- Rimae Bürg
- Rima Calippus
- Rima Cardanus
- Rima Carmen
- Rima Cauchy
- Rima Cleomedes
- Rima Cleopatra
- Rima Conon
- Rima Dawes
- Rima Delisle
- Rima Diophantus
- Rima Draper
- Rima Euler
- Rima Flammarion
- Rima Furnerius
- Rima G. Bond
- Rima Galilaei
- Rima Gärtner
- Rima Gay-Lussac
- Rimae Gutenberg
- Rima Hadley
- Rima Hansteen
- Rimae Herigonius
- Rima Hesiodus
- Rimae Hevelius
- Rima Hyginus
- Rima Jansen
- Rima Louville
- Rima Krieger
- Rima Mairan
- Rima Marcello
- Rima Marius
- Rima Messier
- Rima Milichius
- Rima Oppolzer
- Rima Réaumur
- Rima Reiko
- Rima Rudolf
- Rima Schröter
- Rima Sharp
- Rima Sheepshanks
- Rima Siegfried
- Rima Suess
- Rima Sung-Mei
- Rima T. Mayer
- Rima Vladimir
- Rima Wan-Yu
- Rima Yangel'
- Rima Zahia
- Rimae Alphonsus
- Rimae Apollonius
- Rimae Archimedes
- Rimae Aristarchus
- Rimae Arzachel
- Rimae Atlas
- Rimae Bode
- Rimae Boscovich
- Rimae Chacornac
- Rimae Daniell
- Rimae Darwin
- Rimae Doppelmayer
- Rimae Focas
- Rimae Fresnel
- Rimae de Gasparis
- Rimae Gassendi
- Rimae Gerard
- Rimae Goclenius
- Rimae Grimaldi
- Rimae Hypatia
- Rimae Janssen
- Rimae Kopff
- Rimae Littrow
- Rimae Maclear
- Rimae Maestlin
- Rimae Maupertuis
- Rimae Menelaus
- Rimae Mersenius
- Rimae Opelt
- Rimae Palmieri
- Rimae Parry
- Rimae Petavius
- Rimae Pettit
- Rimae Pitatus
- Rimae Plato
- Rimae Plinius
- Rimae Posidonius
- Rimae Prinz
- Rimae Ramsden
- Rimae Repsold
- Rimae Riccioli
- Rimae Ritter
- Rimae Römer
- Rimae Secchi
- Rimae Sirsalis
- Rimae Sosigenes
- Rimae Sulpicius Gallus
- Rimae Taruntius
- Rimae Theaetetus
- Rimae Triesnecker
- Rimae Vasco da Gama
- Rimae Zupus

## Rimae di 21 Lutetia
- Rhodanus Rimae
- Tiberis Rimae